# Monotonicidad de la implicación
La monotonicidad de la implicación es una propiedad de muchos sistemas lógicos que afirma que las hipótesis de cualquier hecho derivado pueden extenderse libremente con supuestos adicionales. En el cálculo secuencial esta propiedad puede ser captada por una regla de inferencia llamada debilitamiento, a veces adelgazamiento, y en tales sistemas se puede decir que la implicación es monótona, sí y solamente sí, la regla fuera admisible. Los sistemas lógicos con esta propiedad son ocasionalmente llamados lógicas monotónicas con el fin de diferenciarlos de lógicas no monótonas.

## Regla de debilitamiento
A modo de ilustración partiendo de la deducción natural secuencial:
el debilitamiento permite que se concluya:

## Lógicas no monotónicas
En la mayor parte de las lógicas, el debilitamiento es una regla de inferencia o un metateorema si la lógica no tiene una regla explícita. Algunas excepciones notables son:
- La lógica estricta o lógica relevante, donde cada hipótesis debe ser necesaria para la conclusión.
- La lógica lineal que no permite la contracción arbitraria en adición al debilitamiento arbitrario.
- Las implicaciones agrupadas donde el debilitamiento se restringe a la composición de aditivo.
- Varios tipos de razonamiento estándar.
- El razonamiento abductivo, el proceso de derivar las explicaciones más probable para los hechos conocidos.
- Razonar sobre el conocimiento, cada vez que las declaraciones específicas que algo no se conoce necesitaram que deben recogerse cuando se enteró de esto.